# Fallia elongata
Fallia elongata är en skalbaggsart som beskrevs av Scott 1908. Fallia elongata ingår i släktet Fallia och familjen Discolomatidae. Inga underarter finns listade i Catalogue of Life.